# Voivodato de Tarnópol
La provincia de Tarnópol (en polaco: Województwo tarnopolskie) fue una región administrativa de la Polonia de su Segunda República (1918-1939), creada el 23 de diciembre de 1920, con una superficie de 16.500 km² y capital provincial en Tarnópol. Administrativamente, los polacos la clasificaban como una  voivodía (español: palatinado [antiguamente] o gobernación o provincia [en la actualidad]), y la dividían en 17 distritos, que los polacos llaman powiaty.  Durante la Conferencia de Teherán de 1943, en la cual no hubo representación oficial polaca alguna, José Stalin, quien contaba con el apoyo de Franklin D. Roosevelt, alegó que la Unión Soviética se quedaría con grandes extensiones de Polonia.  Al final de la Segunda Guerra Mundial, las fronteras de Polonia fueron redistribuidas por los Aliados.  La población polaca fue reubicada a la fuerza después de la derrota de la Alemania nazi y la provincia de Tarnópol se incorporó a la RSS de Ucrania de la Unión Soviética.  Desde 1991, la mayor parte de la región se encuentra en la provincia de Ternopil en la Ucrania.

## Septiembre de 1939 y sus secuelas
Durante la invasión germano-soviética de Polonia de acuerdo con del Pacto Molotov-Ribbentrop, las fuerzas soviéticas aliadas con la Alemania nacionalsocialista invadieron el este de Polonia el 17 de septiembre de 1939. Como la mayor parte del ejército polaco se concentró en el oeste luchando contra los alemanes (ver también: Campaña polaca de septiembre ), el Ejército Rojo encontró una resistencia limitada y sus tropas se movieron rápidamente hacia el oeste. Tarnópol fue ocupada el 18 de septiembre de 1939 sin oposición militar sustancial y permaneció en manos soviéticas hasta la Operación Barbarroja.  Se destruyeron monumentos, se cambiaron los nombres de las calles, se cerraron bibliotecas, se robaron colecciones de bibliotecas y se transportaron en camiones a los archivos rusos. La provincia fue sovietizada en un ambiente de terror.  Las familias fueron deportadas a Siberia en trenes de ganado, principalmente cuando se trataba de cristianos polacos.
Una vez traicionados los soviéticos rusos por los nacionalsocialistas alemanes, durante el ataque alemán a la Unión Soviética en 1941, Tarnópol fue invadida por la Wehrmacht el 2 de julio de 1941.  Un pogromo a los judíos duró desde el 4 hasta el 11 de julio de 1941, con casas destruidas, sinagogas quemadas y judíos asesinados indiscriminadamente en varios lugares, estimado entre 1600 por Yad Vashem y 2000 por Virtual Shtetl.  Los asesinatos fueron perpetrados por el SS-Sonderkommando 4b adscrito al Einsatzgruppe C,[cita requerida] y por la Milicia Popular Ucraniana, formada por la Organización de Nacionalistas Ucranianos, renombrada al mes siguiente como Policía Auxiliar Ucraniana.
En septiembre de 1941, las autoridades de ocupación alemanas establecieron guetos judíos en varias ciudades, incluido el gueto de Tarnópol, con entre 12 000 y 13 000 prisioneros.  Se introdujo la pena de muerte y se racionó severamente la comida.  Los campos de trabajos forzados para trabajadores esclavos judíos fueron establecidos por los alemanes en los asentamientos de Kamionki, Hłuboczek Wielki, Zagrobela, y en Podwołoczyska.  El gueto de Tarnópol fue clausurado entre agosto de 1942 y junio de 1943.  Las víctimas fueron deportadas al campo de exterminio de Belzec. Muchos judíos fueron denunciados por nacionalistas ucranianos, incluso poco antes de que los soviéticos tomaran el control del área en 1944. Un número sobrevivió escondiéndose con los polacos.

## Demografía
La capital de la provincia de Tarnópol era Tarnópol. Después de establecimiento de la Segunda República Polaca, según el censo polaco de 1921, la provincia estaba habitada por 1 428 520 personas con una densidad de población de 88 personas por km².  El censo nacional reveló más de la mitad de las personas no sabía leer ni escribir debido a las políticas represivas de los poderes divisorios.  Dentro del número total de habitantes había 447 810 católicos de rito latino y 847 907 católicos orientales, así como 128 967 cristianos ortodoxos. Diez años después, se realizó el siguiente censo nacional de septiembre de 1931 con criterios diferentes. Se preguntó a los encuestados sobre su lengua materna y religión. La densidad de población creció a 97 personas por km 2.
El número total de habitantes de la provincia ascendía a 1 600 406 personas en 1931, de las cuales 789 114 hablaban polaco, 401 963 hablaban ucraniano como primera lengua, 326 172 hablaban ruteno (ucraniano), 71 890 hablaban yíddish, 7042 hablaban hebreo, 2675 hablaban alemán y 287 hablaban bielorruso, checo y lituano. Entre los hablantes de ucraniano de Polonia, 397 248 pertenecían a la Iglesia greco-católica y 3767 eran católicos latinos, similar a la mayoría de los hablantes de polaco en casa; sin embargo, entre los hablantes de polaco 157 219 pertenecían también a la Iglesia católica griega, como la mayoría de los que hablaban ucraniano como lengua materna. La superposición de denominaciones religiosas presentó a la comunidad como integrada en un grado considerable. Mientras tanto, la gran mayoría de los hablantes de ruteno (ucraniano) eran greco-católicos, como los ucranianos, y solo 7625 de ellos eran católicos latinos. Los judíos constituían el 44 % de la diversa composición multicultural de Tarnópol, hablando tanto en yidis como en hebreo.
La religión era 60 % católica oriental, 31 % católica latina, 9 % judía. Los católicos griegos de etnia ucraniana y los judíos seculares de habla polaca fueron clasificados en algunos casos como polacos gentiles en el censo étnico.[cita requerida], y no como ucranianos o judíos; esto explica la diferencia entre los números del censo religioso y étnico.

## Geografía

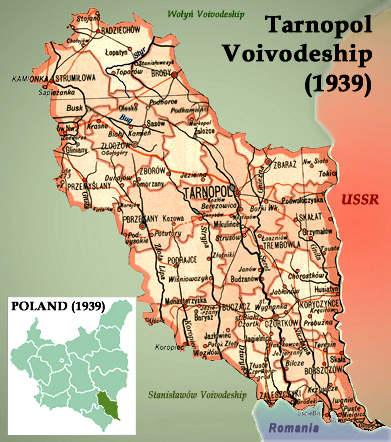
Provincia de Tarnopol hasta el 17 de septiembre de 1939

El área de la provincia era de 16.533 kilómetros cuadrados. Estaba ubicado en la esquina sureste de Polonia, limitando con la Unión Soviética al este, la provincia de Leópolis y la provincia de Stanisławów al oeste, Rumania al sur y la provincia Volhynia al norte. El paisaje era montañoso, con las tierras altas de Podole cubriendo gran parte de la provincia. En el noroeste está la cordillera Hologory con la montaña Kamula (473 metros sobre el nivel del mar) como el pico más alto (sin embargo, el Kamula estaba ubicado a unos 5 kilómetros más allá de la frontera del voivodato, en el voivodato de Leópolis). La parte sur de la provincia era conocida por sus bodegas y huertos de duraznos.
El Dniéster y el Seret eran los ríos principales. La frontera con la Unión Soviética estaba marcada por el río Zbruch, a lo largo de todo su curso. La frontera de la provincia (y al mismo tiempo, de Polonia) con Rumania estaba marcada por el Dniéster. El lugar más al sureste era la famosa fortaleza polaca Okopy Swietej Trojcy (Murallas de la Trinidad del Agujero), que durante algún tiempo protegió a Polonia de las invasiones de los turcos y los tártaros .

## Subdivisiones administrativas

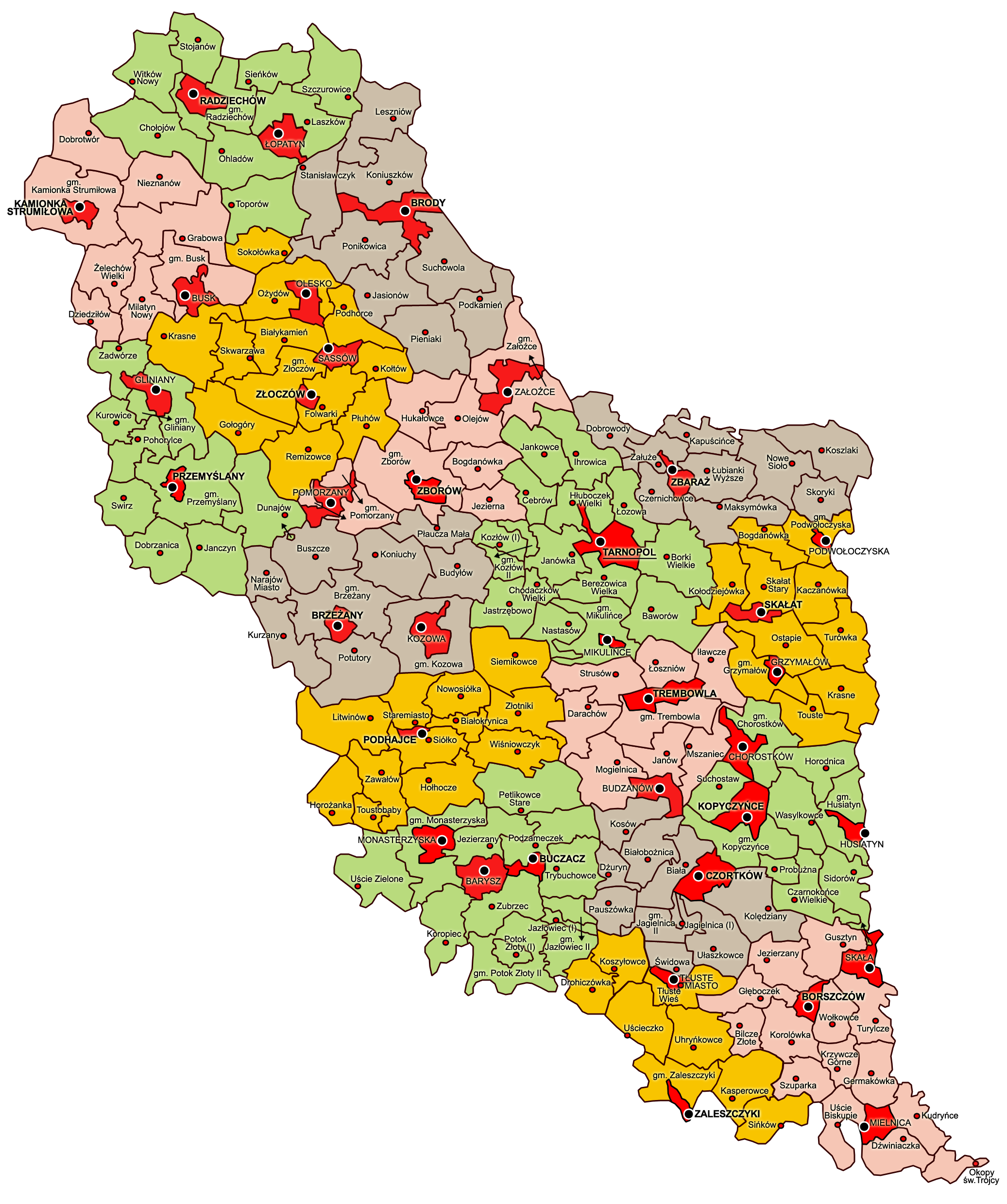
División administrativa de la provincia, 1938

La voivodía de Tarnópol se creó formalmente el 23 de diciembre de 1920. Consistía en 17 powiats (condados), 35 pueblos y 1087 aldeas. Su capital era también su ciudad más grande, con una población de unos 34 000 (en 1931). Otros centros municipales importantes de la provincia fueron: Czortków (población 19 000), Brody (población 16 400), Złoczów (población 13 000), Brzeżany (población 12 000) y Buczacz (población 11 000).
1. Borszczów Powiat (1067) km²),
2. Brody Powiat</img> (1125 km²)
3. Brzeżany Powiat (1135) km²)
4. Buczacz Powiat (1208) km²)
5. Czortków Powiat</img> (734 km²)
6. Kamionka Strumilowa Powiat (1000 km²)
7. Kopyczyńce Powiat (841) km²)
8. Podhajce Powiat</img> (1018 km²)
9. Przemyślany Powiat (927 km²)
10. Radziechów Powiat (1022) km²)
11. Skalat Powiat</img> (876 km²)
12. Tarnópol Powiat</img> (1231 km²)
13. Powiat de Trembowla (789) km²)
14. Zaleszczyki Powiat</img> (684 km²)
15. Zbaraz Powiat (740 km²)
16. Zborów Powiat (941) km²)
17. Złoczów Powiat (1195) km²)

## Economía
La provincia de Tarnópol estaba ubicado en la así llamada Polonia "B", lo que significaba que estaba subdesarrollada, con escasa industria. Sin embargo, la producción agrícola era buena, debido al clima moderado y al suelo negro rico y fértil común en esta área de Europa. La parte sur de la voivodía era popular entre los turistas, cuyo destino principal era Zaleszczyki, una ciudad fronteriza, ubicada en el Dniéster, donde se podía observar vides, únicas en esta parte de Polonia. La red ferroviaria estaba mejor desarrollada en el sur, con numerosas conexiones locales. Los principales cruces ferroviarios fueron: Tarnópol, Krasne, Kopczynce. El 1 de enero de 1938, la longitud total de las vías férreas dentro de los límites de la provincia era de 931 kilómetros (5,6 km por 100 km²)

## Gobernadores
- Karol Olpiński, 23 de abril de 1921 - 23 de enero de 1923
- Lucjan Zawistowski, 24 de febrero de 1923 - 16 de febrero de 1927
- Mikołaj Kwaśniewski, 16 de febrero de 1927 - 28 de noviembre de 1928 (en funciones hasta el 28 de diciembre de 1927)
- Kazimierz Moszyński, 28 de noviembre de 1928 - 10 de octubre de 1933
- Artur Maruszewski, 21 de octubre de 1933 - 15 de enero de 1935 (en funciones hasta el 6 de marzo de 1934)
- Kazimierz Gintowt-Dziewiałtowski, 19 de enero de 1935 - 15 de julio de 1936 (en funciones)
- Alfred Biłyk, 15 de julio de 1936 - 16 de abril de 1937
- Tomasz Malicki, 16 de abril de 1937 - 17 de septiembre de 1939